# Ridbok południowy
Ridbok południowy (Redunca arundinum) – ssak z rodziny wołowatych, największy z rodzaju Redunca.

## Występowanie i biotop
Szeroko rozprzestrzenione w Afryce Południowej. Zamieszkują tereny trawiaste w pobliżu źródeł wody.

## Charakterystyka ogólna
| Podstawowe dane         | Podstawowe dane |
| ----------------------- | --------------- |
| Długość ciała           | 120–160 cm      |
| Wysokość w kłębie       | 65–105 cm       |
| Długość ogona           | 18–30 cm        |
| Masa ciała              | 39–95 kg        |
| Dojrzałość płciowa      | 1,5 roku        |
| Ciąża                   | 7,5 miesiąca    |
| Liczba młodych w miocie | 1               |
| Długość życia           | 10 lat          |

Ubarwienie jasnobrązowe do szarobrązowego. Spodnia część ciała, w tym również ogona, a także wewnętrzne strony kończyn są jaśniejsze. Dymorfizm płciowy jest wyraźnie zaznaczony. Samce mają rogi osiągające długość 25–46 cm.

## Tryb życia
Ridbok południowy wykazuje aktywność głównie w nocy, jedynie w porze suchej spotykany jest również w ciągu dnia. Ridboki przebywają pojedynczo lub w parach, rzadziej w większych skupiskach.
Po porodzie matka ukrywa młode przez około 2 miesiące, podchodząc do niego jedynie na czas posiłku. Po upływie tego okresu młode zaczyna paść się samodzielnie i podąża za matką. Dorosłe samce są terytorialne. Ridboki żywią się trawami, same stanowiąc pokarm dla kilku gatunków dużych drapieżników, m.in. lwów afrykańskich (Panthera leo), lampartów plamistych (Panthera pardus), gepardów grzywiastych (Acinonyx jubatus) i krokut cętkowanych (Crocuta crocuta). W obronie przed drapieżnikami wykorzystują kamuflaż. Zastygają nieruchomo, a jeśli zostaną dostrzeżone gwałtownie uciekają, wykonując wysokie skoki.
Przez człowieka zaliczane są do zwierzyny.